# Trần Thanh Phương (doanh nhân)
Trần Thanh Phương (sinh năm 1980) là một doanh nhân người Việt Nam, hiện là tổng giám đốc của Công ty TNHH ExtendMax Việt Nam, hoạt động trong lĩnh vực tư vấn pháp lý về chứng nhận hợp quy và thủ tục xuất nhập khẩu sản phẩm công nghệ.

## Tiểu sử
Trần Thanh Phương sinh ra tại Hải Phòng, Việt Nam. Ông tốt nghiệp đại học chuyên ngành kỹ thuật và bắt đầu sự nghiệp tại các doanh nghiệp trong nước trước khi làm việc cho các tập đoàn đa quốc gia trong lĩnh vực hàng tiêu dùng nhanh (FMCG) Coca-Cola, Heineken, Carlsberg và Diageo. Trong giai đoạn từ năm 2002 đến 2014, ông đảm nhiệm nhiều vị trí quản lý cấp trung và cấp cao trong các lĩnh vực kinh doanh, logistics và vận hành thị trường.

## Sự nghiệp
Năm 2015, Trần Thanh Phương thành lập Công ty TNHH ExtendMax Việt Nam. Công ty này chuyên cung cấp dịch vụ tư vấn pháp lý về hợp quy sản phẩm, hỗ trợ thủ tục xuất nhập khẩu và tuân thủ quy định đối với thiết bị công nghệ. ExtendMax từng tham gia một số dự án lớn tại Việt Nam như tuyến đường sắt đô thị số 1 (Bến Thành – Suối Tiên) và nhà máy LEGO tại tỉnh Bình Dương.
Trần Thanh Phương cũng tham gia nhiều hội thảo và diễn đàn chuyên môn do các tổ chức trong nước và quốc tế tổ chức, bao gồm Phòng Thương mại và Công nghiệp Việt Nam (VCCI) và US-ASEAN Business Council, với các ý kiến liên quan đến cải cách thủ tục hành chính, pháp lý công nghệ và điều kiện kinh doanh.

## Hoạt động
Năm 2024, ông nhận Giải Vàng tại Stevie Awards trong lĩnh vực tư vấn tuân thủ và pháp lý và trở thành thành viên hội đồng giám khảo giải thưởng.
Năm 2025, công ty ExtendMax trở thành doanh nghiệp Việt Nam đầu tiên nhận giải Asia-Pacific People’s Choice Stevie Awards và bản thân ông được trao giải “Lãnh đạo Xanh Châu Á” tại Asia Responsible Enterprise Awards. Ông cũng chia sẻ về mong muốn cải cách thủ tục kinh doanh cho doanh nghiệp.